# Слисаренко, Игорь Юрьевич
И́горь Ю́рьевич Слисаре́нко (укр. Ігор Юрійович Слісаренко; 12 апреля 1966, Щорс, Черниговская область, Украинская ССР, СССР — 20 декабря 2013, Киев, Украина) — украинский журналист и телеведущий. Кандидат политических наук, преподаватель кафедры международной журналистики Института журналистики Киевского национального университета имени Тараса Шевченко (с 1996).

## Биография
Родился 12 апреля 1966 в городе Щорс Черниговской области; отец Юрий Николаевич Слисаренко — предприниматель, мать Валентина Михайловна Слисаренко (Нагорная) — пенсионерка.
В 1973—1983 годах учился в киевской средней школе № 137 на Русановке. Рано начал журналистскую деятельность — его рассказы, очерки, статьи постоянно публиковались в детской, а затем и во взрослой периодике.
Образование получил на факультете журналистики Киевского университета имени Тараса Шевченко (1983—1990) и в Лондонской школе экономики и политических наук (1995—1996). Написал кандидатскую диссертацию на тему «Политологический анализ и прогноз в освещении международной тематики средствами массовой информации»; в 1996 году стал магистром СМИ и коммуникаций: «Масс-медиа в условиях зародышевой демократии пример Украины».
В 1990—1995 годах работал редактором, ведущим программ, заведующим редакции программ для молодёжи на украинском телевидении. С 1996 — заместитель главного редактора ТСН студии «1+1». С апреля 2004 года работал на «5-м канале», где вёл ряд информационных программ, в том числе «Время Новостей» и «Время по Гринвичу». Однако в 2007 году его скандально уволили из-за материала о личной жизни дочерей президента Виктора Ющенко.
Игорь Слисаренко также был автором «Еженедельника 2000».
С 2001 по 2005 год занимал пост вице-президента по связям с общественностью Межрегиональной академии управления персоналом. Член-корреспондент Международной кадровой академии (1998). Владел английским и польским языками. Был советником бывшего омбудсмена Нины Карпачёвой, приложил немало усилий для освобождения Юрия Луценко.
Игорь Слисаренко умер во время празднования новогоднего корпоратива 20 декабря 2013 года от сердечного приступа «в кругу друзей, когда на сцене исполнял для них песню».

## Критика
Обвинялся в пропаганде антисемитизма. В частности, такую политику проводил журнал «Персонал» МАУП в период, когда Слисаренко был его главным редактором. Комиссия Союза журналистов по этике проанализировала тексты журнала «Персонал» на предмет соответствия их «Этическому кодексу украинского журналиста» и постановила, что в редакционной политике нарушаются 5-й пункт кодекса (пропагандируется лишь одна точка зрения, игнорируя противоречащие ей аргументы), 9-й пункт (не представлены мнения независимых экспертов), а также пункт 14-й о недопустимости дискриминации за свой пол, язык, расу, религию, национальное происхождение. Комиссия сочла, что тенденциозный подбор материалов о сионизме унижает национальное достоинство евреев.